# Cinéma soviétique d'avant-garde

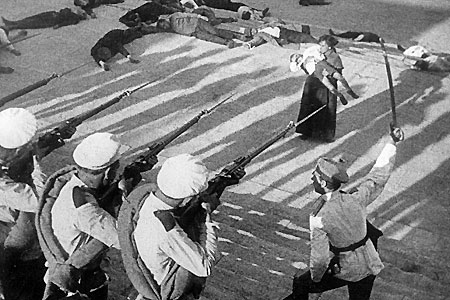
Une image tirée du film de Sergueï Eisenstein Le Cuirassé Potemkine. L'une des scènes les plus reconnaissables du film est celle du plan de la foule sur les escaliers du boulevard Nikolaïevski.

Le cinéma soviétique d'avant-garde,, (russe : Советский киноавангард,) ou école soviétique du montage (russe : Советская школа монтажа) est une branche des études et de la théorie cinématographiques qui s'est développée dans le cinéma soviétique dans la seconde moitié des années 1920, à partir de la création du studio cinématographique d'État Sovkino en 1925, et qui a existé jusqu'en 1933, lorsque les Soviétiques ont progressivement introduit l'esthétique du réalisme socialiste.
Les fondateurs de l'école du montage (principalement autour de groupes tels que Proletkoult ou le Front de gauche des arts) étaient souvent des théoriciens actifs du cinéma ou de l'art en général. Malgré quelques divergences, leur attitude générale consistait à souligner le rôle du montage, qu'ils considéraient comme la base de la cinématographie et le moyen d'expression qui influence le plus les émotions du spectateur. En tant que théoriciens, ils sont arrivés à cette méthode en tirant des leçons de la réalisation de leurs propres films (par exemple l'effet Koulechov) et d'études analytiques sur le cinéma, le théâtre et la littérature, en remontant jusqu'à la culture américaine et même japonaise,.
Malgré les thèmes explicitement propagandistes de la plupart des films de l'école soviétique de montage, ce mouvement est formellement classé comme avant-gardiste. Ses adeptes étaient appréciés pour leur innovation et leurs efforts artistiques. Les idées et l'esthétique des films de l'école de montage s'inspirent du futurisme et du constructivisme, de l'impressionnisme cinématographique français, de l'expressionnisme cinématographique allemand et de l'impressionnisme en peinture. D'un point de vue quantitatif, ce mouvement n'a pas été la tendance dominante du cinéma soviétique, mais il a eu une influence notable sur le cinéma en Europe.
Les principaux représentants de l'école du montage sont Lev Koulechov, Vsevolod Poudovkine, Sergueï Eisenstein, Dziga Vertov, Grigori Kozintsev, Leonid Trauberg et Alexandre Dovjenko.

## Histoire

### Genèse

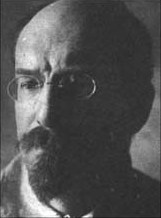
Anatoli Lounatcharski.

Après les révolutions de février et d'octobre, le gouvernement de l'URSS n'avait pas les moyens financiers de produire des films à grande échelle. Le gouvernement n'était pas en position de force pour nationaliser l'ensemble de l'industrie cinématographique. L'une des raisons en est la fragmentation de l'industrie - la production et la distribution de films étaient entre les mains de nombreuses petites entreprises, qui n'étaient pas réunies en trusts liés à des capitaux bancaires. Le modèle de fonctionnement de l'industrie cinématographique doit être développé pratiquement à partir de zéro. Les autorités soviétiques tentent malgré tout de nationaliser l'industrie cinématographique, tout en laissant les postes de direction entre les mains du secteur privé.
Le nouveau Commissariat du peuple à l'Éducation (Narkompros), dirigé notamment par Nadejda Kroupskaïa et Anatoli Lounatcharski, est chargé d'accroître le contrôle sur l'industrie cinématographique. Lounatcharski est fasciné par le cinéma et signe les scénarios de plusieurs films (par exemple le moyen métrage de propagande Cohabitation (1918) d'Alexandre Panteleïev (ru),). L'attitude ouverte de Lounatcharski à l'égard du cinéma deviendra plus tard l'un des facteurs favorisant les jeunes artistes de l'école du montage. En 1918, deux réalisateurs émergent du Commissariat du peuple à l'éducation qui auront une influence significative sur le cinéma soviétique des années vingt : Lev Koulechov, qui avait réalisé le film Leprojet de l'ingénieur Prytepour la société de production d'Alexandre Khanjonkov avant la révolution d'octobre, et Dziga Vertov, qui travaillait alors dans le domaine de l'actualité.

#### Nationalisation du cinéma et création de la VGIK

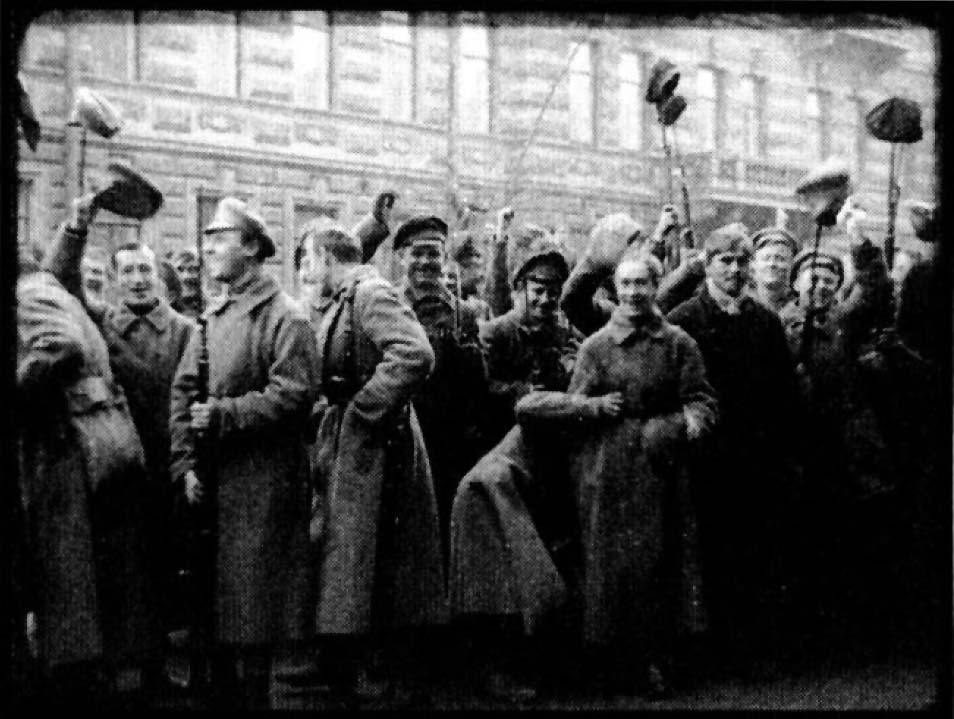
Une scène du film Cohabitation (1918).

Le principal problème des cinéastes soviétiques dans les années 1918-1922 était le manque chronique de caméras et de pellicules, qui n'étaient pas produites en Russie. Pendant le communisme de guerre, des entrepreneurs privés ont cherché à saper l'influence des autorités soviétiques sur le cinéma et, à cette fin, ont vendu du matériel cinématographique à l'Ouest, liquidé des ateliers, enterré ou détruit des films, et se sont installés dans les territoires occupés par les Russes blancs sous le prétexte de « séances de photos en plein air ». Ces actions sont souvent soutenues (ouvertement ou secrètement) par des membres de l'association X Muza des travailleurs du cinéma. À la suite de ces actions, en 1919, l'industrie cinématographique russe est proche de l'anéantissement complet ; à Moscou, par exemple, il n'y a qu'un seul cinéma en activité, et les cinémas de Saint-Pétersbourg n'ont pas un seul film à montrer au public. La lutte juridique des autorités soviétiques locales contre cette pratique ne donne aucun résultat, comme le prouve l'exemple de l'arrêté du conseil de Moscou interdisant la vente de films et de matériel cinématographique. En mai 1918, Jacques Roberto Cibrario, qui distribue des films étrangers en Russie, reçoit un prêt d'un million de dollars du gouvernement soviétique pour acheter du matériel cinématographique aux États-Unis. Après avoir acheté quelques caméras usées et des pellicules, il s'est enfui avec le reste de l'argent, ce qui a porté un coup dur aux finances des bolcheviks,. La production cinématographique nationale reste faible, avec seulement 6 films produits en 1918 et 63 un an plus tard, ce qui reste peu, la plupart étant des courts métrages de propagande.
Il faut attendre le 27 août 1919 pour que Vladimir Lénine signe un décret nationalisant l'industrie cinématographique, en soulignant le rôle du Commissariat du peuple à l'Éducation. Le document stipule clairement : « L'ensemble du commerce et de l'industrie photographique et cinématographique, tant en ce qui concerne son organisation que la fourniture et la distribution des moyens techniques et du matériel y afférent, est transféré sur tout le territoire de la RSFSR au Commissariat du peuple à l'éducation ». Tout d'abord, dans cette industrie nationalisée, malgré les difficultés causées par le manque de matériel et d'équipement, des actualités cinématographiques apparaissent - elles sont nécessaires aux autorités soviétiques du point de vue propagandiste pour présenter leurs produits à la place des actualités capitalistes de Pathé, Gaumont ou Khanjonkov. Parmi les chefs opérateurs des films d'actualité, on trouve notamment Édouard Tissé (plus tard caméraman d'Eisenstein) et Dziga Vertov. Parmi les courts métrages de propagande produits en URSS à cette époque, le chercheur Jerzy Toeplitz a relevé, outre le film Cohabitation déjà mentionné, le film Au front ! (На фронт!), adapté du scénario de Maïakovski, qui raconte les batailles avec l'armée polonaise en Ukraine, ainsi que, sur un thème similaire, Da zdravstvouïet rabotche-krestianskaïa Polcha! (litt. « Vive la Pologne des ouvriers et des paysans »), réalisé par Czeslaw Sabinski. D'un point de vue artistique, ces films de propagande ont été réalisés de manière bâclée et leur principal objectif était d'avoir un impact politique sur le spectateur.
Sous l'égide du Commissariat du peuple à l'éducation, la première école de cinéma au monde est créée : l'École nationale de cinématographie, la future VGIK. En 1920, Lev Koulechov y crée son propre atelier, où étudient plusieurs réalisateurs et acteurs reconnus par la suite (notamment Boris Barnet et la future épouse de Koulechov, Alexandra Khokhlova). L'apprentissage dans des conditions difficiles, avec une pénurie de pellicule, consiste à jouer des scènes simples, à imiter le travail sur le plateau, à tourner une sorte de « film sans film ». Ils ont utilisé des méthodes telles que, par exemple, des rideaux avec une ouverture rectangulaire, censés imiter les gros plans (gros plan, détail). Parallèlement, disposant d'une certaine quantité de pellicule, Koulechov mène plusieurs expériences montrant que, dans certaines conditions, la réaction du spectateur à un fragment de film dépend moins du contenu des plans individuels que de leur agencement mutuel - ce que l'on appellera plus tard « l'effet Koulechov ». Cette idée a inspiré la théorie soviétique du montage. À la même époque, les premières expériences de montage sont menées par Dziga Vertov. Le premier long métrage de fiction sur des thèmes soviétiques après les agitations est La Faucille et le Marteau, réalisé en 1921 par des enseignants et des étudiants de l'école de cinématographie, en particulier le réalisateur Vladimir Gardine et le chef opérateur Édouard Tissé.

#### Introduction de la Nouvelle politique économique
À partir de 1921, à l'époque de la Nouvelle politique économique (NEP), certains éléments d'une économie de marché libre ont été rétablis en URSS. Les propriétaires de sociétés de production qui avaient fui la dénationalisation en ont profité. Grâce à eux, les films de cinéma sont à nouveau disponibles. C'est probablement à cette époque que Lénine prononce les paroles qui lui sont attribuées par Lounatcharski « le cinéma est pour nous, de tous les arts, le plus important », ce qui peut faire référence au potentiel de propagande et d'éducation qu'a ce média auprès de la population russe (en grande partie non éduquée). En 1922, l'entreprise d'État Goskino est créée pour tenter d'obtenir le monopole de la distribution des films. Mais cette tentative échoue, car il existe déjà sur le marché plusieurs sociétés suffisamment puissantes pour concurrencer Goskino. La domination des sociétés privées provoque un afflux de films américains et ouest-européens dans les salles de cinéma soviétiques, ce qui inquiète les autorités soviétiques. Selon une étude statistique réalisée en 1923, 99 % des films projetés dans les cinémas soviétiques provenaient de l'extérieur de la Russie (depuis le traité de Rapallo, principalement d'Allemagne et des États-Unis),. Outre les importations légales, un marché noir de contrebande de films s'était mis en place, notamment à travers la frontière avec la Turquie et l'Azerbaïdjan. Goskino a aggravé la crise de l'industrie cinématographique soviétique détenue par l'État, ce qui a conduit, entre autres, à la création de la société par actions Rusfilm, dont 40 % des parts ont été acquises par des actionnaires privés, tant à l'intérieur du pays qu'à l'étranger. Malgré cela, la production nationale augmente peu à peu. En 1923, le premier film soviétique, qui remporte un succès auprès du public autochtone, sort dans les salles de cinéma : Les Diablotins rouges, réalisé par Ivan Perestiani.
À cette époque, une jeune génération de cinéastes apparaît en Russie. Outre Koulechov et Vertov, déjà cités,  les personnes suivantes commencent à se faire connaître cinéma : Vsevolod Poudovkine, qui, en 1919, abandonne ses études de chimie et rejoint le studio de Koulechov, Sergueï Eisenstein, qui travaille avec Vsevolod Meyerhold au théâtre Proletkoult, Grigori Kozintsev et Leonid Trauberg, qui fondent avec Sergueï Ioutkevitch le groupe artistique Fabrique de l'acteur excentrique (FEKS) en 1921, ainsi que le réalisateur ukrainien Alexandre Dovjenko, dont les premiers films Le Petit Fruit de l'amour (1926) et La Valise du courrier diplomatique (1927) sortent relativement tard par rapport à d'autres représentants de l'avant-garde soviétique,. En 1922, Esther Choub commence à travailler au Goskino, où elle remonte les films étrangers importés en URSS ; grâce à elle, Eisenstein apprend les bases du montage en censurant le film Docteur Mabuse le joueur.
Entre 1922 et 1924, les autorités soviétiques cherchent à réformer l'industrie cinématographique nationale. Lénine envoie des directives au Commissariat du peuple au travail, qui exige que tous les films en circulation soient officiellement enregistrés et qu'en plus du répertoire de divertissement, des vidéos de propagande intitulées « De tous les pays du monde » soient diffusées, pour montrer entre autres la misère à Berlin ou les conséquences néfastes de l'impérialisme britannique. Lors du 12e congrès du Parti communiste de l'Union soviétique (VKP(b)), un décret sur la propagande, la presse et l'agitation est adopté. L'une de ses clauses est consacrée à l'industrie cinématographique, postulant un contrôle plus étroit du Parti sur cette sphère d'activité économique, afin d'en chasser « l'influence bourgeoise » et d'assurer un niveau de propagande et d'idéologie adéquat. Ces aspirations se traduisent par des actions juridiques visant à centraliser l'industrie cinématographique soviétique et aboutissent à la nomination de la société cinématographique centrale Sovkino par décret du Conseil des commissaires du peuple de la RSFSR le 13 juin 1924.
1924 est une année charnière, car un film réalisé par des réalisateurs du studio de Lev Koulechov — une parodie de comédie américaine intitulée Les Aventures extraordinaires de Mr West au pays des bolcheviks — est projeté pour la première fois dans les salles de cinéma. La Fabrique de l'acteur excentrique (FEKS) a également créé une comédie excentrique intitulée Les Aventures d'Octobrine (aujourd'hui considérée comme perdue).

### Apogée

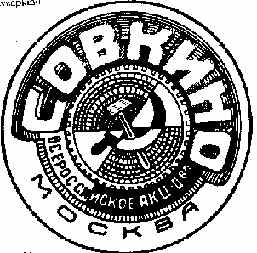
Logo de Sovkino.

Les films de l'école de montage n'apparaissent sur les écrans soviétiques qu'à partir de 1925. Les sociétés de production privées qui existent alors sur le marché sont obligées de soutenir financièrement Sovkino. Les principaux investisseurs de Sovkino sont Mejrabpom-Rous (plus tard rebaptisé Mejrabpomfilm), financé par les communistes allemands, Gosvoïenfilm qui produit des films de propagande militaire, Koultkino spécialisé dans les films éducatifs (Dziga Vertov y travaillait) et Sevzapkino (le futur Lenfilm) qui produit des films de Kozintsev et de Trauberg. La seconde moitié des années 1920 est une période de développement de plus en plus dynamique du cinéma soviétique. En témoigne le nombre de salles de cinéma en URSS, qui passe de 3 700 en 1925 à 22 000 en 1930. En termes de répertoire, entre 1925 et 1928, le nombre total de films soviétiques projetés dans les cinémas passe de 20 % à 67 %.

#### Films de fiction
Le Goskino continue de fonctionner, bien qu'à petite échelle. Sergueï Eisenstein, en coopération avec le Goskino et Proletkoult, réalise son premier long métrage, La Grève, puis son œuvre la plus célèbre, Le Cuirassé Potemkine, qui connaît un énorme succès à l'étranger (notamment en Allemagne) et sur le territoire national soviétique,.

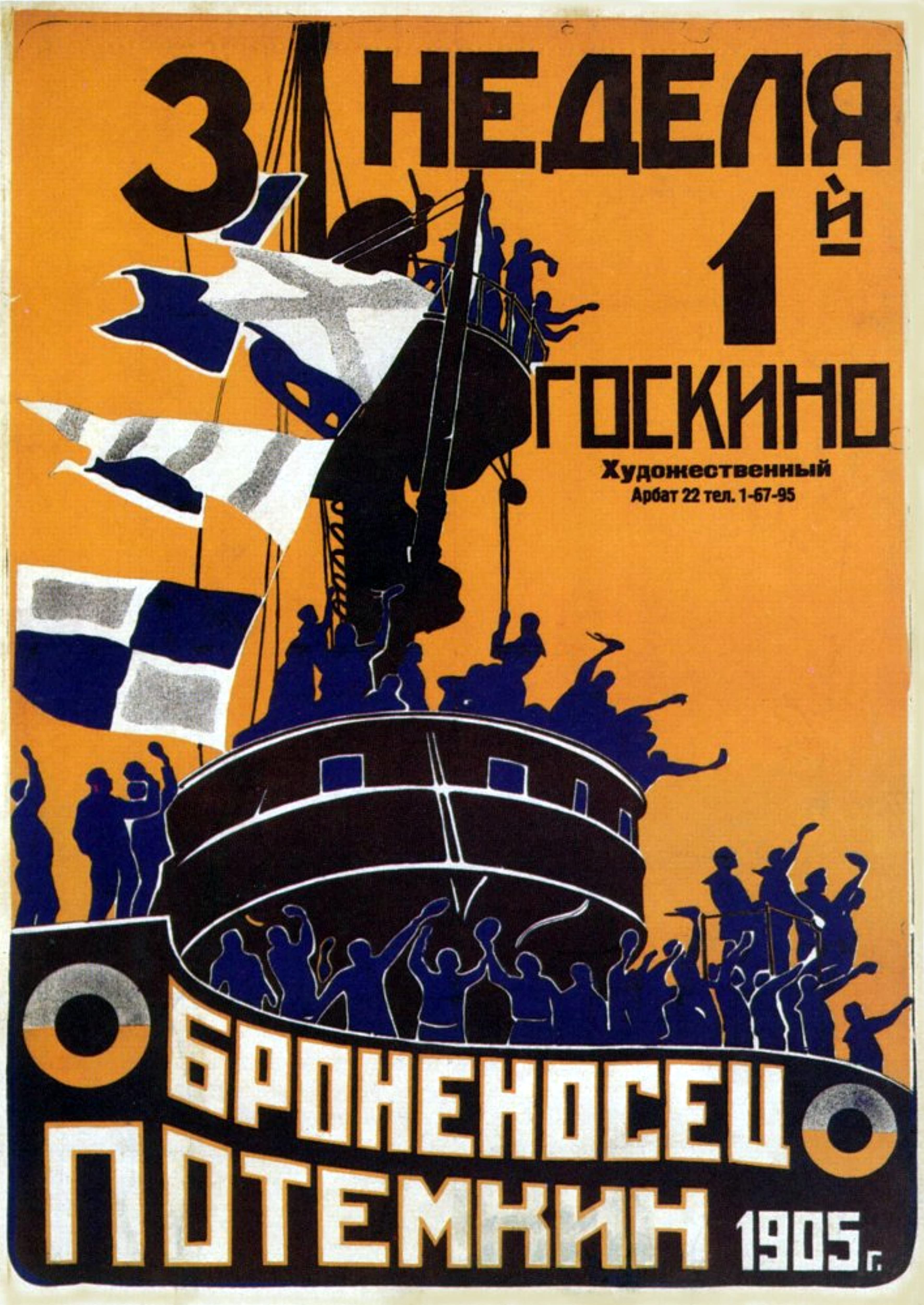
Une affiche du Cuirassé Potemkine (1925).

Les principaux objectifs de Sovkino étaient d'accroître la disponibilité des films en URSS et d'organiser sa propre industrie cinématographique pour l'exportation. Le premier objectif était de « cinématiser » les régions les moins riches du pays. Entre 1917 et 1925, le nombre de cinémas avait considérablement diminué, notamment en raison du manque de films, de matériel de projection et de chauffage pour les salles. Sovkino entreprend d'ouvrir de nouveaux cinémas dans les villes et d'envoyer plus de 1 000 cinémas mobiles dans les campagnes. Cependant, afin de collecter des fonds à ces fins, il était nécessaire de créer des revenus, car le gouvernement les privait de toute subvention. Il a également posé une condition claire : ne pas importer de films étrangers « idéologiquement néfastes ». En conséquence, Sovkino organise l'industrie cinématographique soviétique pour produire et exporter des films. Le premier grand succès est Le Cuirassé Potemkine d'Eisenstein en 1925, suivi moins d'un an plus tard par La Mère de Vsevolod Poudovkine. Avec les fonds reçus, Sovkino est en mesure d'acheter du matériel de production et de projection occidental. D'autres producteurs suivent le mouvement, créant des films basés sur un montage dynamique et des plans contrastés. En 1927-1928, à l'occasion du dixième anniversaire de la Révolution d'Octobre, de nombreux longs métrages décrivant ses événements ont été réalisés - parmi les plus importants, citons Octobre d'Eisenstein, La Fin de Saint-Pétersbourg de Poudovkine, Moscou en octobre de Barnet, SVD : L'Union pour la grande cause de Kozintsev et Trauberg, etc..
En 1925, le groupe de Koulechov traverse une grave crise causée par l'échec du film Le Rayon de la mort, tant auprès de la critique que du public ; beaucoup de ses collaborateurs déménagent au studio Mejrabpom-Rous (notamment Vsevolod Poudovkine et Boris Barnet). De nombreux metteurs en scène et acteurs associés au Théâtre académique d'art de Moscou travaillent au studio Mejrabpom-Rous. Ils accordent moins d'attention à l'expérimentation formelle qu'à la dramaturgie cinématographique et à la création de personnages crédibles ; le montage devant servir à rythmer l'histoire racontée. Pour le vingtième anniversaire de la révolution de 1905, Poudovkine crée le film La Mère en studio, qui est un succès tant au niveau national qu'international. Plus tard, Poudovkine réalise deux autres films importants pour Mejrabpom-Rous : La Fin de Saint-Pétersbourg (1927) et Tempête sur l'Asie (1928).
De leur côté, Kozintsev et Trauberg font des choses plutôt radicales dans leur studio de Sevzapkino, à l'encontre de leurs collègues. Dans leur atelier, FEKS forme des volontaires qui viennent de toute la Russie pour participer à une difficile formation d'acteur basée sur une discipline stricte, des exercices physiques épuisants et un esprit de rébellion contre le vieil art. Comme le rappelle Kozintsev, Sevzapkino tournait principalement des « films prérévolutionnaires sur des thèmes révolutionnaires », ce qui montre à quel point l'industrie cinématographique soviétique de l'époque était imprégnée de vieilles images et de pratiques de production d'avant-guerre. Néanmoins, l'équipe de la FEKS est autorisée à réaliser son premier film. Les Aventures d'Octobrine est une sorte de propagande burlesque dans laquelle le « requin du capitalisme » Coolidge Courzonovitch Poincaré complote contre la révolution avec un homme d'affaires local ; il est pourchassé par Octobrine, une fille membre du Komsomol, qui se promène en ville sur une moto à laquelle sont attachés un téléphone, une machine à écrire et une bouche d'incendie. Le film est plein de pirouettes et de moments de bravoure : dans le dénouement, Poincaré, désespéré, se transforme en ballon de football, qu'Octobrine tire dans le but des capitalistes.

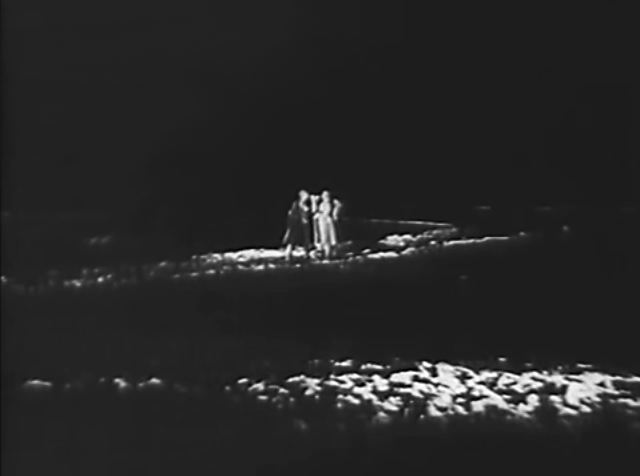
Une scène de Débris de l'empire (1929). Elle montre deux silhouettes humaines dans la neige, presque méconnaissables. Les couleurs ont été interverties et le cadre a été laissé en négatif.

Dans le sillage de l'ouverture des studios à diverses expériences artistiques, Alexandre Dovjenko, artiste de profession, se voit offrir la possibilité de créer ses propres films. Dans les films Zvenigora (1928), Arsenal (1929) et La Terre (1930), il crée un style plus poétique sur le thème de la campagne et de la culture populaire. De même, Fridrikh Ermler, un « réaliste » reconnu qui évite les solutions formelles d'avant-garde, utilise un certain nombre de techniques de « montage » dans le film Débris de l'empire (1929) : métaphores, effets visuels, expositions multiples.

#### Films documentaires
Le montage est particulièrement important pour les documentaristes de l'époque. Les principaux types de documentaires populaires dans l'URSS des années 1920 sont les films sur l'exotisme, les films sur la réalité quotidienne et les films de montage créés à partir de divers documents d'archives.

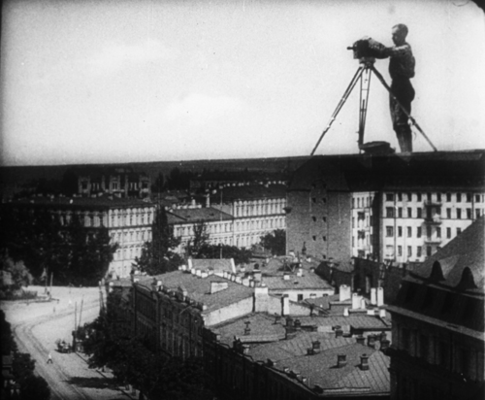
L'intégration du cadreur dans le paysage urbain dans le film L'Homme à la caméra (1929).

Dziga Vertov, qui tournait depuis 1920 des actualités pour le Commissariat du peuple au travail, a formulé la théorie du Ciné-œil, selon laquelle l'objectif de la caméra est un moyen infaillible de connaître la réalité. Il tente de la mettre en pratique pour la première fois en 1922-1925 dans le film d'actualités Cinéma-vérité, en utilisant les nombreux « effets spéciaux » disponibles à l'époque, avec lesquels il commente l'actualité. Les longs métrages de Vertov utilisent de nombreux effets spéciaux pour souligner le message communiste et faire avancer des thèses idéologiques. Ses films avant-gardistes, en particulier L'Homme à la caméra, sont largement connu en Europe. Parmi les films notables de Vertov se distinguent La Sixième Partie du monde (1926), qui présente une image idéalisée de la richesse de l'URSS, et le document sonore La Symphonie du Donbass (1931).
La monteuse Esther Choub s'intéresse depuis le début des années 1920 à la réalisation de films à partir d'actualités et de fragments de films anciens. En 1926, elle a accès aux archives d'État et remonte et censure des films étrangers importés en Union soviétique. Sur la base des documents d'archives, elle monte le film de compilation La Chute de la dynastie Romanov en 1927, à l'occasion de l'anniversaire de la révolution d'octobre. Après avoir monté d'autres films tels que Le Grand Chemin (1927), La Russie de Nicolas II et Léon Tolstoï (en) (1928), elle ne dispose plus que de peu de matériel d'archives à utiliser. Durant la percée du cinéma parlant, elle participe au montage de longs métrages et crée également divers documentaires.

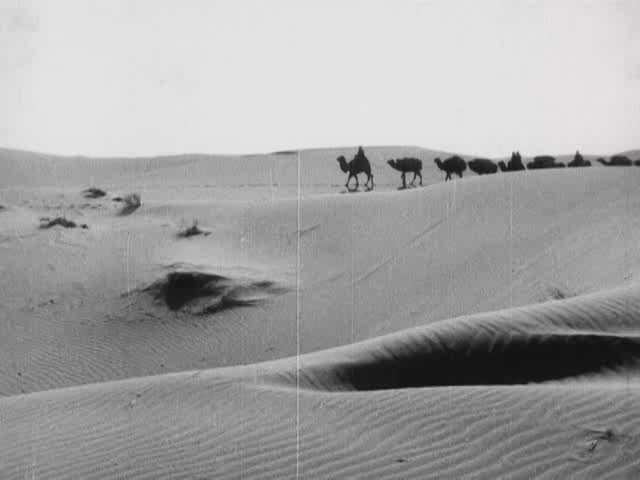
L'exotisme asiatique dans le film Turksib (1929).

Compte tenu de la nature multinationale de l'Union soviétique, on assiste à l'émergence d'une demande de documentaires ethnographiques mettant en scène des régions éloignées et exotiques du pays, dans l'esprit des films de Robert Flaherty. Parmi les plus importants, il y a Turksib de Victor Tourine (1929), qui documente la construction du chemin de fer Turkestan-Sibérie, et Le Sel de Svanétie de Mikhaïl Kalatozov (1930), qui raconte les tentatives d'approvisionnement en sel d'un village caucasien isolé.
Dans le domaine documentaire, des longs métrages décrivant des réalités étrangères font leur apparition. Le documentariste Iakov Bliokh (ru) réalise Chankhaïski dokoument (Шанхайский документ, 1928), qui aborde le sujet du colonialisme en Chine. Les frères Vassiliev réalisent le film Exploit dans les glaces (de) (1928), sur une expédition de sauvetage dans l'Arctique.

### Déclin
Les années 1927-1930 représentent l'apogée de l'avant-garde soviétique. Au cours de cette période, des voix se sont élevées pour critiquer le gouvernement et les sociétés de production. Les films de l'école du montage sont accusés de « formalisme », ce qui, dans l'esprit des critiques, signifie une expérimentation excessive qui rend les films incompréhensibles pour le grand public. Paradoxalement, le succès du cinéma soviétique à l'étranger provoque une vive réaction. Les réalisateurs les plus importants sont attaqués pour avoir adapté leurs films aux goûts de la classe moyenne étrangère et éduquée, alors que l'objectif du Sovkino est d'orienter le cinéma vers les ouvriers et les paysans non éduqués.

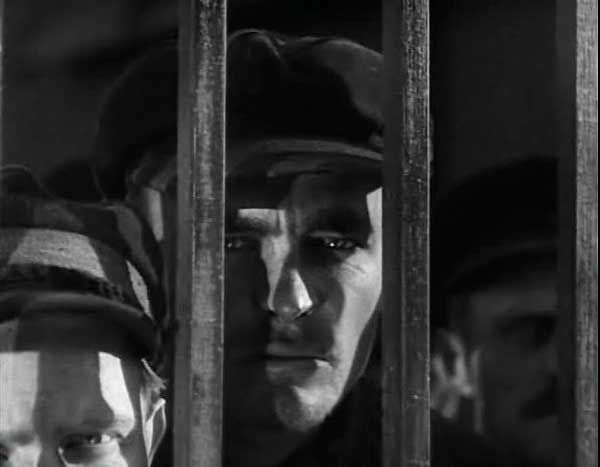
Un ouvrier en prison dans le film Le Déserteur (1933).

Les critiques de la presse rendent difficile la collecte de fonds pour les productions suivantes. Lev Koulechov est le premier à être critiqué pour son film Le Rayon de la mort. Les accusations de « formalisme » qui suivirent furent dirigées contre Eisenstein, Vertov et la Fabrique de l'acteur excentrique (FEKS). Eisenstein a été fortement critiqué pour son film Octobre et Vertov pour son film La Onzième Année (Одиннадцатый, 1928). Le film La Nouvelle Babylone de Kozintsev et Trauberg est considéré particulièrement controversé. Il suscite un débat animé et est décrit comme « nuisible », « aberrant », « de mauvais goût » et « dégoûtant », mais en même temps « pittoresque », « audacieux » et « profond ». La discussion autour de La Nouvelle Babylone combine des jugements extrêmement contrastés. De son côté, le film La Terre d'Alexandre Dovjenko est accusé dans les pages du journal Izvestia d'être « contre-révolutionnaire » et « défaitiste ». L'avant-garde déçoit les autorités soviétiques et se révèle incompréhensible pour le public. Eisenstein part pour les États-Unis en 1928, puis pour le Mexique, d'où il ne revient qu'en 1932. Seul Poudovkine parvient à se protéger des attaques des critiques, créant des films de « montage soviétique » jusqu'en 1933 ; son film Le Déserteur est considéré comme le dernier film de cette orientation.

#### Inauguration du réalisme socialiste
En mars 1928, le congrès du parti communiste de l'Union soviétique décide de mettre en place le premier plan quinquennal. L'un de ses objectifs, outre l'augmentation de la production industrielle et l'élimination des vestiges de la Nouvelle politique économique (NEP), est la centralisation définitive de la cinématographie nationale. Une résolution dénonçant les « éléments bourgeois » dans la cinématographie et obligeant les cinéastes à jouer un rôle plus militant dans la construction du nouveau régime est alors annoncée lors de la « première réunion cinématographique du parti de l'Union ». Conformément à la doctrine stalinienne du socialisme dans un seul pays, les exportations et les importations doivent être limitées et le matériel cinématographique doit être produit dans les usines nationales. Le Glaviskousstvo, un organisme chargé de veiller à l'exactitude idéologique des arts, est créé.
En 1929, le Commissariat du peuple à l'Éducation (Narkompros) est inclus dans le Comité pour la réorganisation de la cinématographie nouvellement créé au sein du Conseil des commissaires du peuple, ce qui fait perdre du pouvoir à Anatoli Lounatcharski, favorable à l'expérimentation d'avant-garde, qui devient un membre ordinaire du comité, aux côtés, entre autres, d'Eisenstein et de Poudovkine. En 1930, le comité est transformé en Direction de l'industrie cinématographique de toute l'Union (Soyouzkino), une entreprise verticalement intégrée créée pour gérer la production, la distribution et l'exploitation en salles de tous les films dans toutes les républiques de l'URSS (l'autorité de Sovkino ne s'étendait auparavant qu'aux œuvres russes). Il est dirigé par Boris Choumiatski, qui désapprouve l'avant-garde dans l'art. En 1930-33, les cinéastes sont contraints d'abandonner complètement l'expérimentation formelle au profit du réalisme socialiste, soutenu par les autorités et proclamé au Congrès des écrivains soviétiques de 1934 comme l'esthétique officielle de l'art soviétique,.

#### Influence sur les cinéastes occidentaux
L'expérience de l'avant-garde soviétique a influencé les cinéastes et les critiques aux États-Unis et en Europe occidentale. Les écrits théoriques des cinéastes de l'école du montage, en particulier ceux de Vsevolod Poudovkine, ont souvent été utilisés comme manuels de cinéma,. Des documentaristes comme John Grierson ou Joris Ivens se sont servis de nombreuses solutions formelles typiques de l'avant-garde soviétique. En 1960, les Français Jean Rouch et Edgar Morin adaptent la théorie de Vertov dans leur propre méthode naturaliste de réalisation du document, connue sous le nom de cinéma-vérité (d'après le Cinéma-vérité de Dziga Vertov) puis rebaptisé cinéma direct. Les idées de l'école du montage ont également été reprises par les auteurs de films politisés des années 1960 et 1970, notamment Jean-Luc Godard et Jean-Pierre Gorin au sein du Groupe Dziga Vertov entre 1968 et 1972.

## Caractéristiques
| État             | Durée moyenne |
| ---------------- | ------------- |
| Union soviétique | 5 secondes    |
| États-Unis       | 5,5 secondes  |
| France           | 6 secondes    |
| Allemagne        | 8 secondes    |

### Style
Le style est constitué des éléments visuels et sonores d'un film. Les représentants de l'école du montage se sont intéressés aux moyens formels. La principale caractéristique du style des films soviétiques d'avant-garde était les principes de « montage » de juxtaposition d'images et de création de forts contrastes, ce qui était également caractéristique d'autres tendances de l'art d'avant-garde en Russie, en particulier le futurisme et le constructivisme
.

#### Montage
Les films de l'école du montage se caractérisent par un nombre moyen de prises de vue nettement plus élevé que tous les autres films de l'époque. Le montage n'était pas soumis à une narration stricte, c'est-à-dire qu'il ne s'efforçait pas de maintenir la continuité du montage caractéristique du « cinéma zéro » (« zero-style cinema » en anglais). Une technique populaire consistait à décomposer une action simple et statique en plusieurs courtes prises, ce que l'on appelle le « montage superposé » (« overlapping editing » en anglais), où chaque prise suivante montre le même événement d'un point de vue légèrement différent. La technique inverse est le montage elliptique, qui omet une partie d'un événement (souvent par un jump cut) et laisse au spectateur le soin de spéculer.
Une autre méthode est l'utilisation inhabituelle du montage alterné. Des inserts d'un monde imaginaire apparaissent entre des fragments de l'action réelle du film. La séquence ainsi montée ne présente pas au spectateur deux actions simultanées, mais plutôt une métaphore, une comparaison ou une image rhétorique. Eisenstein parle de montage intellectuel (« интеллектуальным монтажом » en russe). Les membres de l'école du montage utilisaient également de forts contrastes visuels. La composition de deux images consécutives pouvait varier considérablement - la direction du mouvement sur l'écran, l'intensité de l'éclairage, la position des objets. Dans des cas extrêmes, deux images identiques étaient placées côte à côte, l'une étant l'image miroir de l'autre.

#### Cadrage
Le travail de la caméra a été subordonné aux contrastes créés dans le montage. Le cadrage habituel avec la caméra au niveau de la poitrine a été évité. Des points de vue inhabituels ont été utilisés, comme la prise de vue au niveau des pieds d'un personnage debout contre le ciel, ce qui le fait paraître monumental. L'inclinaison des plans les rend plus dynamiques. Il était courant de placer la ligne d'horizon très bas dans le cadre, le remplissant presque entièrement de ciel. L'utilisation d'effets spéciaux tels que la double exposition et l'écran divisé (en particulier chez Dziga Vertov) était très répandue.

#### Mise en scène

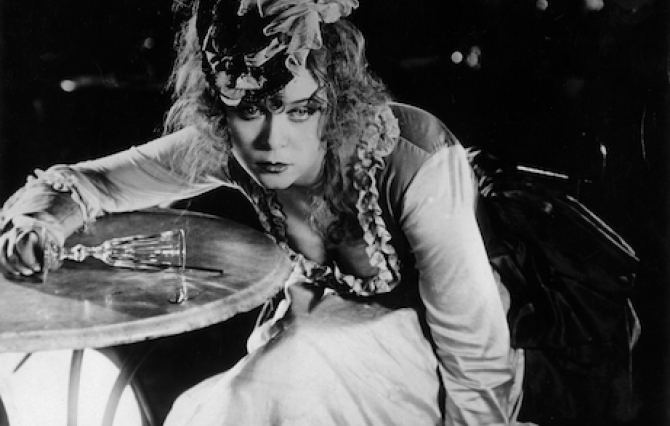
Image stéréotypée d'un aristocrate dans le film La Nouvelle Babylone (1929).

La mise en scène des films de l'école du montage est assez réaliste (à l'exception de Zvenigora d'Alexandre Dovjenko), notamment au niveau de la scénographie et des costumes. Cette tendance est motivée par des thèmes historiques ou sociaux. Malgré cela, de forts contrastes dominent dans les plans individuels, en particulier de grandes différences dans l'intensité de l'éclairage, les mouvements de l'écran dans différentes directions et les formes conflictuelles. L'utilisation d'un éclairage discret était courante, de sorte que dans les gros plans, les acteurs apparaissaient parfois sur un fond entièrement noir.
Les conceptions du jeu d'acteur varient. Eisenstein utilise le principe du type (« принцип типажа » en russe), selon lequel un acteur peut ne pas être un professionnel, mais son apparence doit refléter l'image stéréotypée d'une personne d'une classe sociale donnée. Vsevolod Poudovkine, un adepte du système de Stanislavski, n'était pas d'accord avec le principe du type. Parmi les méthodes moins réalistes, citons la biomécanique de Vsevolod Meyerhold, qui met l'accent sur le contrôle moteur et les mouvements corporels élaborés, et le jeu du groupe excentrique FEKS, qui incarne le grotesque.

#### Son

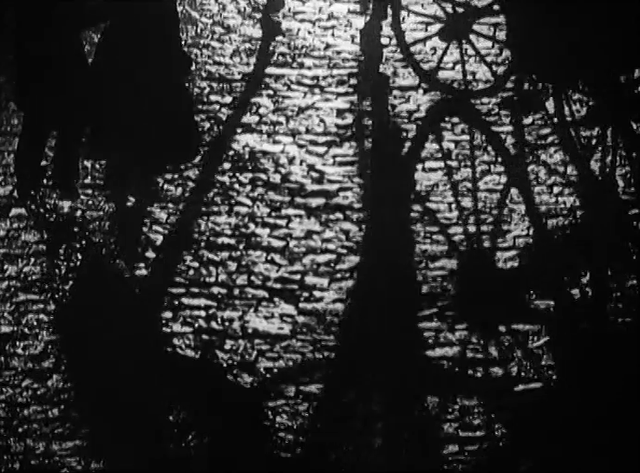
Un plan très contrasté dans le film La Nouvelle Babylone (1929).

Seuls quelques films de l'avant-garde soviétique étaient des films sonores. Après l'apparition des premiers systèmes d'enregistrement sonore en URSS (Tagefon et Szorinfon), une bande son a été ajoutée à certains films muets. Poudovkine tente d'utiliser le système Tagefon dans Une affaire banale, mais termine le film comme un film muet pour des raisons techniques,. Dziga Vertov a utilisé avec succès le système Szorinfon dans le film La Symphonie du Donbass. Selon Eisenstein, le son doit être un contrepoint à l'image, non pas pour l'illustrer, mais pour la compléter avec une qualité supplémentaire, tout comme le langage corporel complète la parole humaine.

### Thèmes
Les cinéastes de l'avant-garde soviétique privilégient les thèmes des soulèvements et des révolutions, de sorte que la plupart de leurs films sont des drames historiques riches en pathos et traitant d'événements récents : l'époque tsariste (La Grève, Arsenal), la révolution de 1905 (Le Cuirassé Potemkine, La Mère), la révolution d'Octobre (Octobre, La Fin de Saint-Pétersbourg, Moscou en octobre), ou des événements d'un passé lointain : la chute de la Commune de Paris en 1871 (La Nouvelle Babylone). Outre les films historiques, des films aux thèmes contemporains sont réalisés, principalement des comédies satiriques sur les problèmes sociaux (La Maison de la place Troubnaïa, Ma grand-mère).
L'une des caractéristiques du monde dépeint dans les films d'avant-garde soviétiques est le réalisme, ce qui signifie qu'il n'y a pas de références à des phénomènes surnaturels dans les films (à l'exception de Zvenigora de Dovjenko, où des éléments du folklore ukrainien apparaissent). On constate également une diminution sensible de l'individualité des personnages et un manque d'approfondissement de leur psyché ; c'est ainsi que les foules errantes sont représentées conformément aux enseignements du matérialisme dialectique, qui est particulièrement évident dans les films d'Eisenstein. Les personnages individuels sont présentés comme des représentants d'une certaine classe ou d'un certain groupe professionnel (ouvrier, soldat, artisan, etc.).

## Théorie du cinéma

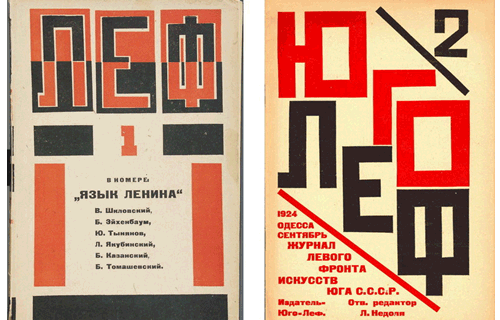
Des unes de la revue LEF.

Les auteurs de l'avant-garde soviétique se sont également appliqués à élaborer une théorie du cinéma. Par le biais d'ouvrages théoriques et de manifestes, ils tentent d'enrichir la pratique ; ils analysent leurs propres films et des films étrangers, mènent des expériences, divisent les types de montage en différentes catégories et comparent le cinéma à d'autres formes d'art, tirant diverses conclusions sur sa nature. La plupart des critiques et théoriciens qui s'attaquent à la médiocrité des films russes et soviétiques existants sont issus du Front de gauche des arts (LEF), diffusant — sous l'influence de Vladimir Maïakovski — certains idéaux issus du futurisme, notamment le postulat du rejet de la tradition et de la création d'un art nouveau et révolutionnaire. Pendant la révolution d'octobre, le futurisme devient de facto l'esthétique officielle des bolcheviks. Les textes théoriques sont souvent accompagnés de discussions dans les pages de la revue LEF. Des formalistes russes tels que Iouri Tynianov et Victor Chklovski du collectif OPOYAZ ont également participé à la discussion ; tous deux avaient été impliqués dans l'édition de films et l'écriture de scénarios pendant un certain temps. Le chercheur américain en cinéma David Bordwell souligne que la méthode de création d'une œuvre par « montage » converge avec de nombreux phénomènes dans d'autres domaines de l'art russe et s'est manifestée dans le théâtre, la musique, la littérature, la peinture et la sculpture. Grigori Kozintsev a décrit l'ambiance qui régnait dans l'art de l'époque avec l'expression : « nous sommes tous sortis de la même école ».

### Les recherches pionnières de Lev Koulechov
Le premier théoricien russe du cinéma est Lev Koulechov. Seul des théoriciens-praticiens à incarner l'esprit novateur de l'école du montage, il s'est impliqué dans le cinéma dès le début de sa carrière. Il écrit des articles sur le cinéma dès l'âge de dix-huit ans, en 1916. À cette époque, il proclame sa conception selon laquelle le montage est le principal moyen d'influencer le spectateur. Koulechov s'oppose à la psychologisation et à la théâtralisation qui prévalent dans le cinéma russe prérévolutionnaire. Selon lui, un réalisateur qui crée un film doit combiner et arranger des fragments sans rapport les uns avec les autres pour former de meilleures séquences, harmonieuses et rythmées (ce qui lui vaut à l'époque le qualificatif péjoratif de « futuriste irresponsable »).
Après la publication de son livre L'Art du cinéma en 1928, il complète cette idée en affirmant que la qualité des plans montés est également importante. Selon lui, une image au cinéma n'est pas une simple photographie, elle doit donc toucher le spectateur à la vitesse de l'éclair, comme un signe. Il en conclut que la composition des cadres doit être aussi simple que possible, en éliminant les artifices inutiles et en simplifiant l'arrière-plan ; le cadre ne doit pas contenir d'éléments neutres, mais seulement des éléments essentiels ; le mouvement des acteurs doit être soigneusement pensé. Il compare le cadre aux idéogrammes de l'écriture chinoise qui désignent chacun des concepts différents.
Dans son atelier au VGIK, il a mené un certain nombre d'expériences de montage, notamment la création d'un espace qui n'existe pas dans la réalité en combinant des séquences prises dans différents quartiers de Moscou avec des scènes de la Maison-Blanche américaine, et la création d'un « homme synthétique » à partir de plusieurs séquences de parties du corps de différentes femmes. La plus célèbre de ces expériences était basée sur un montage d'images d'archives de l'acteur Ivan Mosjoukine, dans lesquelles son visage n'exprime aucune émotion, avec des images de lui-même sortant de prison, ainsi que celles d'une femme et d'un cercueil d'enfant. Dans chaque cas, l'expression faciale était considérée comme liée à ce qui s'était passé dans le plan précédent, et le montage lui donnait donc un sens.

### Dziga Vertov et le Ciné-œil
Dziga Vertov a été le deuxième pionnier des nouveaux principes de montage au cinéma ; il a mené ses expériences en même temps que Koulechov. Les opinions de Vertov sont assez radicales par rapport à celles des autres théoriciens soviétiques du montage. Avec son groupe de « kinoks » alias le « Conseil des Trois », il écrit des manifestes poétiques et réalise des documentaires,.

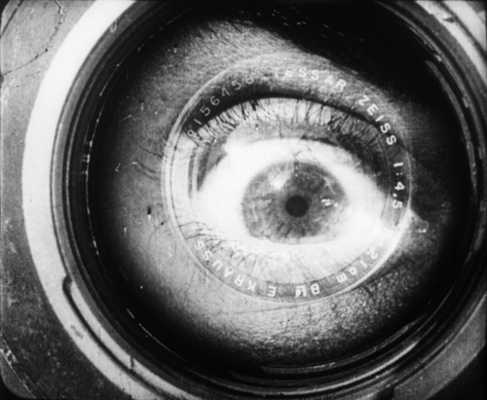
« L'œil mécanique » dans L'Homme à la caméra (1929).

Vertov cherchait les moyens les plus efficaces d'influencer rhétoriquement le spectateur afin de lui transmettre une vision idéologique du monde telle qu'elle est comprise par le marxisme-léninisme. Il rejette totalement le cinéma d'art et d'essai. Il proclame la toute-puissance du « Ciné-œil », qui peut montrer des choses inaccessibles à l'œil humain. Il juge inadmissible d'introduire des éléments de littérature ou de théâtre dans le cinéma et veut le purifier de ce type d'influence. Selon lui, le montage signifie « écrire avec des images, mais il n'est pas nécessaire de traiter ces images selon la conception classique de la scène (« déviation théâtrale ») ou d'appliquer des sous-titres (« déviation littéraire ») ». En contrepartie, il propose une approche entièrement nouvelle du cinéma. Il soutient, comme de nombreux artistes de l'époque, que les réalisateurs doivent se concentrer dans leurs films uniquement et exclusivement sur l'analyse de la vie quotidienne.
Bien qu'il reconnaisse le montage comme un moyen d'expression essentiel, Vertov affirme que la qualité du matériel lui-même est très importante. Il postulait que les cinéastes devaient tourner en caméra cachée et capturer « la vie en direct » afin que rien ne paraisse factice.
Pour Vertov, le montage n'était pas seulement une opération technique, mais constituait l'essence de la fabrication d'un film. Il appelle montage le choix d'un thème, la sélection initiale du matériel, le processus de tournage et la combinaison des fragments du film en une œuvre complète. Le montage proprement dit doit se faire par intervalles, comme en musique. Un intervalle signifie la transition d'un mouvement à un autre. Le rythme de la prise de vue devait déterminer, entre autres, les changements de plans, d'angles, de mouvements ou d'intensité lumineuse.

### La pensée de Vsevolod Poudovkine

Vsevolod Poudovkine vers 1920.

Vsevolod Poudovkine peut être considéré comme un continuateur de la pensée de Koulechov. Il partageait son opinion selon laquelle le montage constitue l'essence du cinéma. Son livre Кинорежиссёр и киноматериал (litt. « Le Cinéaste et le Matériau filmique ») a été traduit en anglais et en allemand, ce qui a permis à la théorie cinématographique soviétique de devenir populaire aux États-Unis et en Europe occidentale. Poudovkine a mis au point la division moderne du film en séquences, scènes et prises. Comme il l'a écrit, la construction de scènes à partir de prises et de séquences à partir de scènes est appelée montage (constructif, éventuellement narratif ou logique). Il a souligné l'importance du montage pour le réalisateur dans la construction d'un récit. Selon lui, l'implication émotionnelle et l'attention du spectateur doivent être dirigées et concentrées sur les moments importants pour le déroulement de l'action ; chaque prise doit être un stimulus qui augmente l'intérêt pour la prise suivante. Il était important pour Poudovkine de préserver dans la narration les relations de cause à effet du schéma « A découle de B et préfigure C ».
Selon lui, il faut distinguer les types de montage suivants :
- le montage contrasté, la juxtaposition d'images dont le contenu est opposé, par exemple un plan d'une usine après un plan de la faune et de la flore.
- le montage parallèle
- le montage simultané, un type de montage parallèle dans lequel l'action de deux flux se produit simultanément.
- le montage intellectuel, une représentation de concepts abstraits dans un montage, par exemple un plan d'une sculpture de Napoléon après un plan avec Alexandre Kerenski informe le spectateur que « Kerenski est aussi ambitieux que Napoléon » (exemple tiré d'Octobre d'Eisenstein).
- Un leitmotiv, ou refrain, est l'introduction répétée d'un ensemble de plans indépendants dans un film pour souligner l'idée principale.

Poudovkine ne prétendait pas que cette typologie soit exhaustive, puisque, selon lui, il pouvait y avoir de nombreuses méthodes de montage et qu'elles se développaient sans cesse. Quant au matériau filmique, il ne le considérait pas comme la réalité, mais comme de simples morceaux de pellicule. Le montage ne garantit pas un reflet parfait de la réalité, il s'agit seulement d'une interprétation cinématographique. C'est ce qui, selon Poudovkine, fait du cinéma un art.

### La théorie du montage de Sergueï Eisenstein

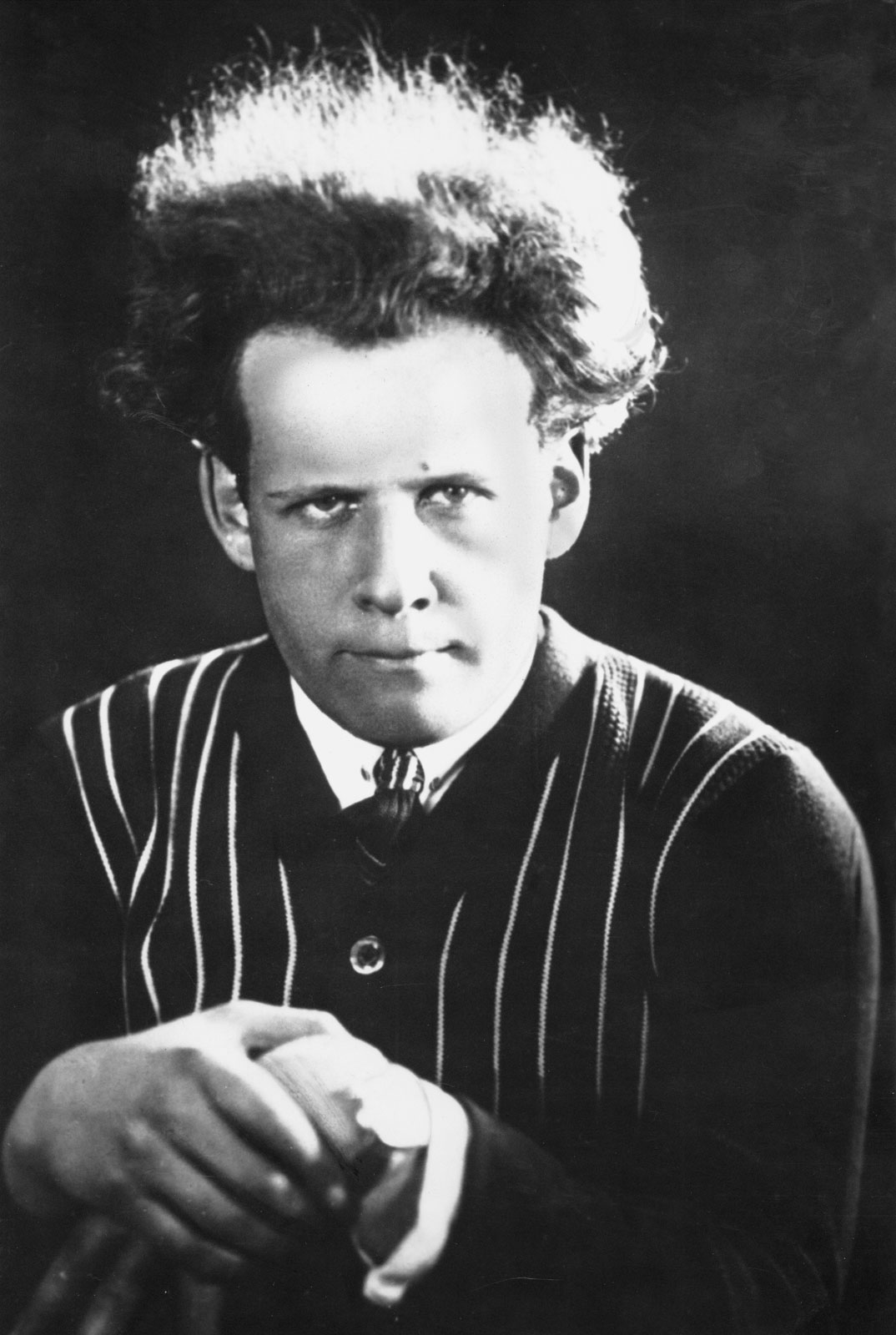
Sergueï Eisenstein à Moscou au début des années 1920.

Sergueï Eisenstein a élaboré la théorie esthétique la plus développée durant cette période en URSS. Il avance la thèse selon laquelle le processus créatif est régi par certaines régularités, qui se reflètent dans les œuvres, et que le consommateur d'art reconstruit ensuite dans son esprit. Dans divers articles, il cherche à généraliser sa réflexion sur le cinéma, en se référant notamment à la littérature et au théâtre. Il a cherché des principes structurels généraux régissant tout l'art, ainsi que d'autres activités créatives : la technologie, la science. Selon lui, ces principes se reflètent autant dans des objets anodins que dans la fugue musicale la plus raffinée. Dans sa pensée, il met l'accent sur la place de l'auteur qui incarne le principe psychique dans ses créations matérielles.
Il a mené des débats animés avec Poudovkine. Pour Eisenstein, le film n'a pas besoin de maintenir une cohérence narrative. Le cadre n’était pas une « brique » du montage, mais un des éléments du conflit. Le conflit devait reposer sur le montage et les contrastes visuels (et plus tard même sonores) ; il provient de la dialectique marxiste.
Eisenstein a travaillé pendant 25 ans sur sa propre conception de l'art cinématographique. Il en résulte une théorie complexe sur les particularités générales de la perception des œuvres par l'homme. Sur la base de cette théorie, il distingue les types de montage suivants :
- le montage des attractions, une méthode développée à l'origine pour le théâtre et appliquée dans la pièce Le Sage en 1923, puis dans le film La Grève en 1925. Elle consiste à présenter l'œuvre comme une séquence d'attractions, qu'Eisenstein définit comme des moments agressifs du spectacle visant à provoquer un « choc émotionnel » chez le spectateur. La relation de cause à effet n'est pas pertinente, seuls comptent l'effet émotionnel et la « conclusion idéologique » qui en découle. Plus tard, Eisenstein abandonna le montage des attractions, qu'il considérait comme une farce de jeunesse[87].
- le montage métrique, des prises consécutives de même durée. Elles peuvent être indépendantes en termes de contenu[88].
- le montage rythmique, similaire au montage métrique, il ne prend toutefois pas en compte la durée des prises individuelles, mais leur contenu et le rythme du mouvement. Eisenstein a utilisé le montage rythmique dans Le Cuirassé Potemkine en 1925, lors de la célèbre scène de tournage dans les escaliers d'Odessa[88].
- Le montage par tonalité est un type de montage dans lequel les prises sont disposées en fonction de leur « tonalité émotionnelle ». La tonalité peut être déterminée, par exemple, par un changement d'éclairage ou par l'apparition d'éléments à angle aigu dans le cadre. Le développement du montage par tonalité est un montage harmonique : la somme de tous les stimuli visuels dans le cadre, qui ensemble créent un sentiment d'intégrité[88].
- le Le montage intellectuel est la dernière étape du développement du montage par tonalité, qui a des connotations intellectuelles plutôt qu'émotionnelles. De deux prises de vue contradictoires naît un « troisième sens » - un concept abstrait est transmis au spectateur, qui ne peut être représenté dans une seule image du film. À titre d'exemple, Eisenstein a cité la « séquence des dieux » dans Octobre, dans laquelle, selon son intention intellectuelle, il a réduit « l'image de Dieu à un mannequin païen », s'attaquant ainsi à la religion. Ce concept a été décrit dans les articles du réalisateur sur l'écriture japonaise. Il relie l'écriture au montage par le fait que, bien que chaque signe japonais dénote un concept séparé, leur combinaison dénote une idée d'un ordre supérieur ; ainsi la combinaison des signes n'est pas simplement la somme de leurs significations, mais quelque chose d'entièrement nouveau[87].

### La Fabrique de l'acteur excentrique
Grigori Kozintsev et Leonid Trauberg travaillent à Saint-Pétersbourg, où ils publient leur manifeste sur l'excentricité dans l'art et fondent plus tard la Fabrique de l'acteur excentrique (FEKS). L'excentrisme remet en question les modèles culturels existants de la même manière que le futurisme, en rejetant tout art traditionnel.
Comme le rappelle Kozintsev, ses pairs méprisent ce que l'on appelle le « vrai art » (l'académisme) et admirent tout ce qui va au-delà : la littérature typographique, la photographie, l'acrobatie, les affiches publicitaires et le cinéma. La première concrétisation de l'idée d'excentricité est le spectacle Le Mariage du 5 décembre 1921, inspiré par la pièce éponyme de Nicolas Gogol, dans lequel sont combinés tous les principaux éléments de la nouvelle esthétique — acrobatique, comique et mécanique — et où l'art lui-même est remplacé par « un enchaînement de plaisanteries ». Ainsi, le groupe FEKS présente la comédie classique comme un mélange de comédie musicale, de numéros de cirque, de cinéma et de parodie de l'art académique.
Tous deux étaient intéressés par les films américains de D. W. Griffith, Mack Sennett, Charlie Chaplin, Erich von Stroheim et King Vidor, les analysaient en détail ; Kozintsev se souvient : « pour nous, c'étaient des études supérieures ». Lors du tournage du film Le Manteau, adpaté de la nouvelle éponyme de Nicolas Gogol, ils s'intéressent au problème de l'adaptation littéraire : selon le scénariste Iouri Tynianov, le film ne peut qu'essayer d'interpréter une œuvre littéraire à l'aide de moyens cinématographiques, de sorte que son intrigue doit être suffisamment éloignée de l'histoire originale et ne faire qu'une « allusion » à son style. Selon eux, l'inspiration d'un film peut être tirée de la réalité et des expériences personnelles des réalisateurs. Une autre source d'inspiration importante pour le FEKS était la pantomime. Comme le rappelle Kozintsev, ils ont abandonné le jeu théâtral parce qu'il semblait exagéré dans un film muet, et pendant les cours dans leur « usine », ils ont interdit aux étudiants de parler et leur ont enseigné la pantomime. Dans leur studio, ils organisent des cours de mouvements corporels précis, de jonglerie, de boxe, d'acrobatie et de danse. Ils analysent en détail les représentations du théâtre kabuki, cherchant des analogies avec le jeu d'acteur au cinéma.

## Critiques
Les films de l'école de montage soviétique sont surtout accusés d'être au service de l'idéologie. Bien qu'intéressants d'un point de vue esthétique, leur but principal était de convaincre le plus grand nombre des thèses qui y étaient exposées. C'est pourquoi la projection du Cuirassé Potemkine et d'autres films de l'école du montage a été interdite en Grande-Bretagne jusque dans les années 1950. Le plus souvent, les réalisateurs eux-mêmes ne voyaient pas la contradiction entre l'art et la propagande ; Dziga Vertov pensait que l'art était intrinsèquement politique et qu'il faisait ce qu'il fallait en révélant ses motivations propagandiste.
À l'inverse, les communistes accusent les films de l'école du montage de « formalisme ». Eisenstein est critiqué (même par l'association d'avant-garde LEF) pour avoir créé « un produit d'exportation pour la bourgeoisie occidentale » et pour s'être concentré sur la création d'un tel style, au lieu de transmettre de manière transparente un message idéologique. L'objectif du nouvel art est de représenter la réalité dans l'esprit du marxisme-léninisme, l'artiste lui-même étant modeste et concentré sur son travail plutôt que sur la recherche de la célébrité. Les critiques virulentes de l'école de montage soviétique entraînent en 1928-1930 l'arrêt des activités d'avant-garde de la plupart des artistes, y compris les cinéastes.

## Filmographie
| Film                               | Année | Réalisateur                               |
| ---------------------------------- | ----- | ----------------------------------------- |
| La Grève                           | 1925  | Sergueï Eisenstein                        |
| Le Cuirassé Potemkine              | 1925  | Sergueï Eisenstein                        |
| Le Manteau                         | 1926  | Grigori Kozintsev et Leonid Trauberg      |
| La Roue du diable                  | 1926  | Grigori Kozintsev et Leonid Trauberg      |
| La Mère                            | 1926  | Vsevolod Poudovkine                       |
| La Jeune Fille au carton à chapeau | 1927  | Boris Barnet                              |
| Moscou en octobre                  | 1927  | Boris Barnet                              |
| SVD : L'Union pour la grande cause | 1927  | Grigori Kozintsev et Leonid Trauberg      |
| Le Petit Frère                     | 1927  | Grigori Kozintsev et Leonid Trauberg      |
| La Fin de Saint-Pétersbourg        | 1927  | Vsevolod Poudovkine                       |
| La Chute de la dynastie Romanov    | 1927  | Esther Choub                              |
| La Maison de la place Troubnaïa    | 1928  | Boris Barnet                              |
| Zvenigora                          | 1928  | Alexandre Dovjenko                        |
| Arsenal                            | 1928  | Alexandre Dovjenko                        |
| Octobre                            | 1928  | Sergueï Eisenstein et Grigori Aleksandrov |
| Dentelles                          | 1928  | Sergueï Ioutkevitch                       |
| Tempête sur l'Asie                 | 1928  | Vsevolod Poudovkine                       |
| La Onzième Année                   | 1928  | Dziga Vertov                              |
| La Ligne générale                  | 1929  | Sergueï Eisenstein et Grigori Aleksandrov |
| La Nouvelle Babylone               | 1929  | Grigori Kozintsev et Leonid Trauberg      |
| Ma grand-mère                      | 1929  | Konstantine Mikaberidze                   |
| Le Train mongol                    | 1929  | Ilia Trauberg                             |
| Turksib                            | 1929  | Victor Tourine                            |
| L'Homme à la caméra                | 1929  | Dziga Vertov                              |
| La Terre                           | 1930  | Alexandre Dovjenko                        |
| Montagnes d'or                     | 1931  | Sergueï Ioutkevitch                       |
| La Seule                           | 1931  | Grigori Kozintsev et Leonid Trauberg      |
| La Symphonie du Donbass            | 1931  | Dziga Vertov                              |
| ¡Que viva México!                  | 1932  | Sergueï Eisenstein                        |
| Une affaire banale                 | 1932  | Vsevolod Poudovkine                       |
| Le Déserteur                       | 1933  | Vsevolod Poudovkine                       |

## Galerie

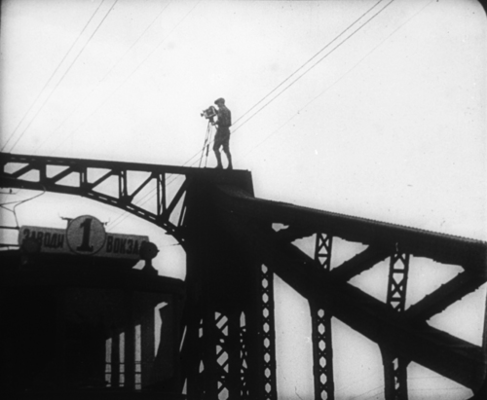
L'Homme à la caméra (1929) de Dziga Vertov
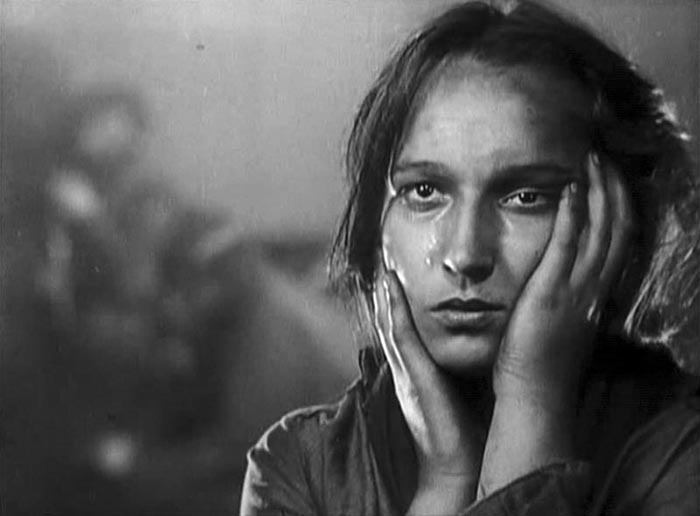
La Nouvelle Babylone (1929) de Grigori Kozintsev et Leonid Trauberg
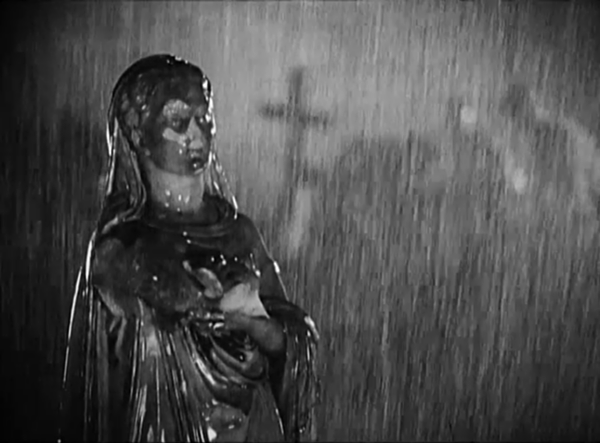
La Nouvelle Babylone (1929) de Grigori Kozintsev et Leonid Trauberg
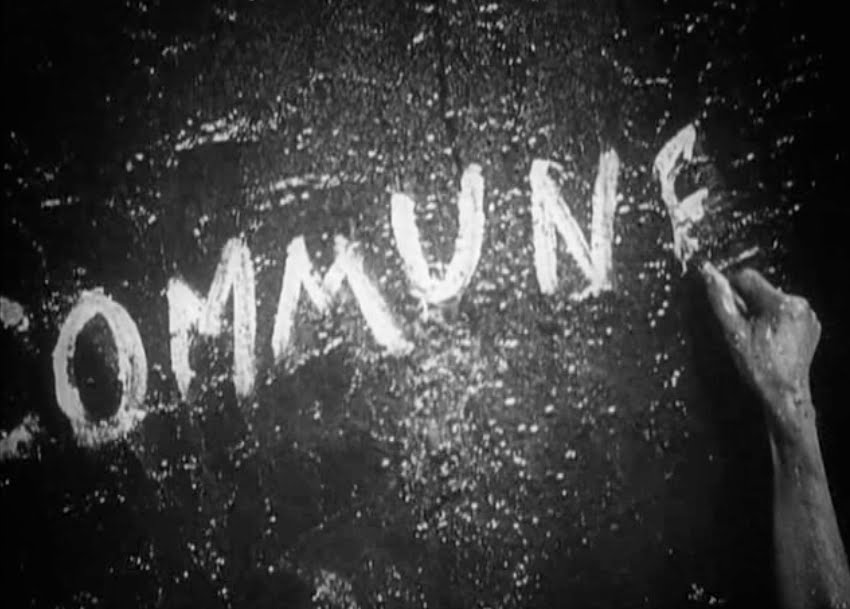
La Nouvelle Babylone (1929)  de Grigori Kozintsev et Leonid Trauberg
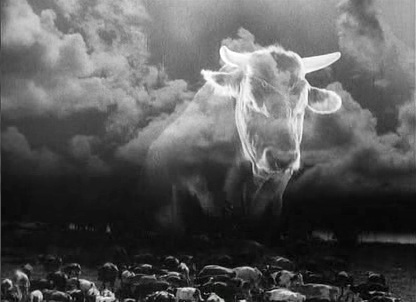
La Ligne générale (1929) de Sergueï Eisenstein
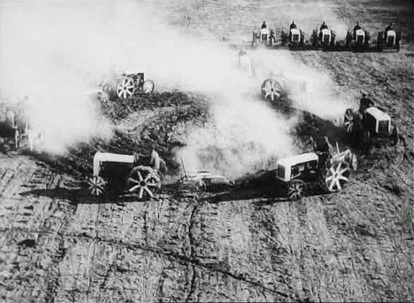
La Ligne générale (1929) de Sergueï Eisenstein
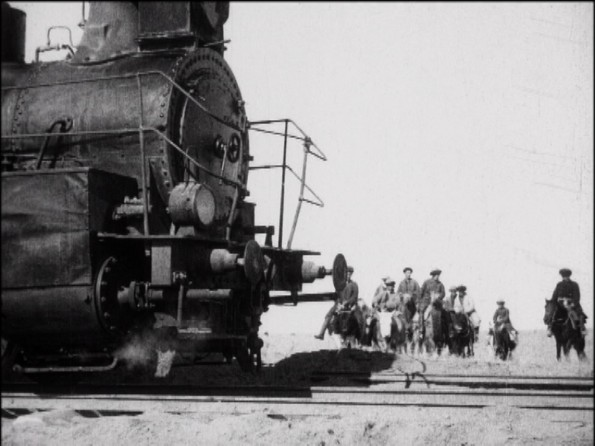
Turksib (1929) de Victor Tourine
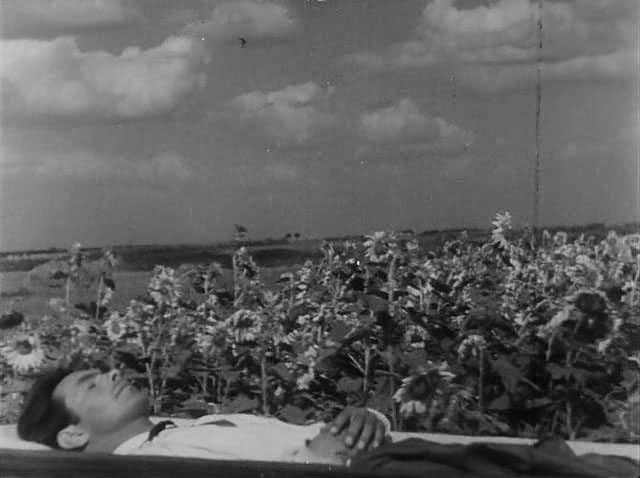
La Terre (1930) d'Alexandre Dovjenko
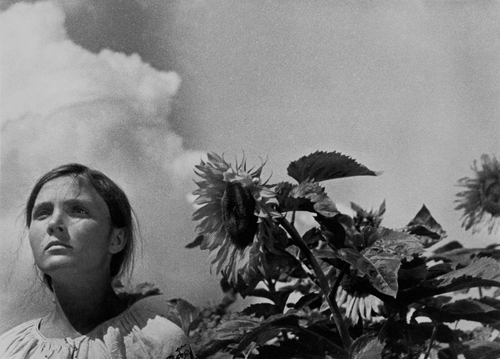
La Terre (1930) d'Alexandre Dovjenko
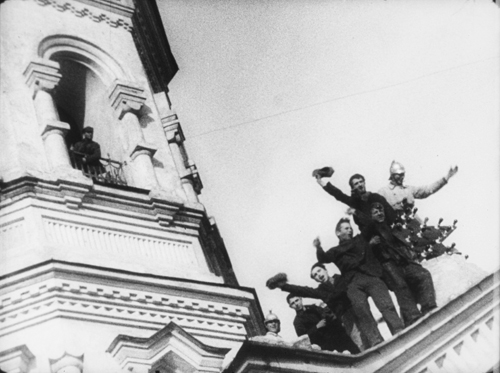
La Symphonie du Donbass (1931) de Dziga Vertov
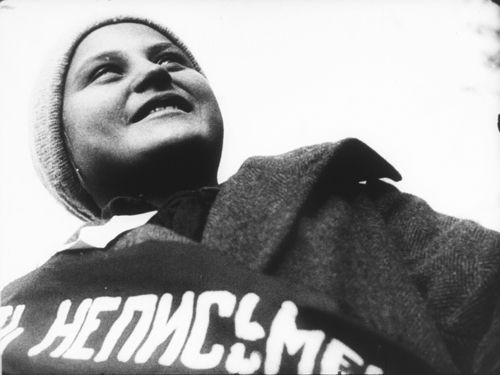
La Symphonie du Donbass (1931) de Dziga Vertov
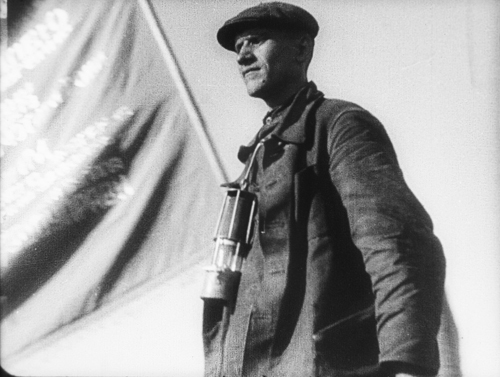
La Symphonie du Donbass (1931) de Dziga Vertov